# Mari Kawamura
Mari Kawamura (川村 真理 Kawamura Mari?), född 19 december 1988, är en japansk tidigare fotbollsspelare.
Mari Kawamura spelade 2 landskamper för det japanska landslaget. Hon deltog bland annat i Algarve Cup 2013.